# Hypsiboas cinerascens
Espèce
Synonymes
- Hyla cinerascens Spix, 1824
- Hyla granosa Boulenger, 1882
- Hyla granosa gracilis Melin, 1941
- Hyla inornata Lutz, 1973

Statut de conservation UICN

 LC  : Préoccupation mineure
Hypsiboas cinerascens est une espèce d'amphibiens de la famille des Hylidae.

## Répartition
Cette espèce se rencontre jusqu'à 1 000 m d'altitude dans le bassin amazonien en Bolivie, au Brésil, en Colombie, en Équateur, au Guyana, en Guyane, au Pérou, au Suriname et au Venezuela,.

## Publication originale
- Spix, 1824 : Animalia nova sive species novae testudinum et ranarum, quas in itinere per Brasiliam annis 1817-1820 (texte intégral)